# St George (Queensland)
Pour les articles homonymes, voir Saint-Georges.
St George est une ville australienne située dans la zone d'administration locale de Balonne, dont elle est le siège, au Queensland. 

## Géographie
La ville est située au sud du Queensland, sur la Balonne, à 513 km à l'ouest de Brisbane, à 389 km de Toowoomba, à l'embranchement de la Balonne Highway, de la Carnarvon Highway, de la Castlereagh Highway et de la Moonie Highway.
L'économie de la ville repose sur la viande bovine, l'élevage des moutons et la culture du coton.

## Histoire
La ville doit son nom à l'explorateur Thomas Mitchell qui traversa la Balonne le jour de la Saint-Georges, le 23 avril 1846.
La ville a connu de graves inondations en mars 2010 et de décembre 2010 à février 2011.

## Démographie
| 2001  | 2011  | 2016  | 2021  |
| ----- | ----- | ----- | ----- |
| 2 779 | 2 647 | 2 395 | 2 508 |